# Islam Abbasov
Islam Äzim oğlu Abbasov (azerbajdzjanska: İslam Əzim oğlu Abbasov), född 24 mars 1996, är en azerisk brottare som tävlar i grekisk-romersk stil.

## Karriär
Vid EM 2025 i Bratislava tog Abbasov brons i 87 kg-klassen efter att ha besegrat ukrainske Jaroslav Filtjakov i bronsmatchen.